# 체리 eQ1
체리 eQ1은 EVKMC의 자동차이다. 전폭이 경승용차 기준을 만족하지 못해 준소형승용차에 속한다.